# Géus-d'Arzacq
Géus-d'Arzacq es una comuna francesa de la región de Aquitania en el departamento de Pirineos Atlánticos.
El topónimo Géus-d'Arzacq fue mencionado por primera vez en el año 1505 con el nombre de Gieus .

## Demografía
| 189 | 186 | 212 | 222 | 233 | 241 | 235 | 269 | 233 | 250 | 230 | 191 | 182 | 176 | 175 | 186 | 166 | 152 | 139 | 164 | 147 | 149 | 148 | 149 | 127 | 113 | 114 | 116 | 125 | 127 | 120 | 128 | 123 | 160 |
| Para los censos de 1962 a 1999 la población legal corresponde a la población sin duplicidades (Fuente: INSEE [Consultar]) |     |     |     |     |     |     |     |     |     |     |     |     |     |     |     |     |     |     |     |     |     |     |     |     |     |     |     |     |     |     |     |     |     |